# Erika Mota
Erika Mota (ur. 10 stycznia 1995) – dominikańska siatkarka, reprezentantka kraju. Obecnie występuje w drużynie Mirador.